# Sarmienta scandens
Sarmienta scandens es una especie de epífita perenne, la enredadera "medallita", de los bosques del sur de Chile, entre las regiones del Bío Bío, Aysén y en la IV Región de Coquimbo, Chile.
Mide hasta 5 dm de largo, raíces adventicias, tiene hojas carnosas, 1-2,5 cm de largo, opuestas, ovaladas y muy suculentas, pecíolos de 2 mm de largo muy pubescentes, flores hermafroditas, globosas rojo fuertes, 5-sépalos, 5-pétalos, 2-estambres más 3-estaminodios, 1-estilo, polinizadas por insectos o aves como el picaflor. Fruto cápsula, aovada, de 9 x 5 mm y numerosas semillas de 2 mm de largo.

## Nombres comunes
Medallita, voqui medallita, vitalahuén, votri, habaslahuén, canucán, itallahuén.

## Etimología delnombre científico
Sarmienta, por el filósofo y botánico español Martín Sarmiento (1695-1772); repens: del latín significa rastrera.